# Lachnophyllester
Lachnophyllester ist ein Fettsäureester, konkret der Methylester der Lachnophyllsäure.

## Vorkommen
Natürlich kommt vor allem die Z-Verbindung vor. Zuerst isoliert wurde sie aus Lachnophyllum gossypinum und war eine der ersten natürlich entdeckten Diin-Verbindungen. Sie ist außerdem enthalten in mehreren Arten der Berufkräuter, Gattungen Conyza und Erigeron enthalten, sowie in Blumea lacera. Weiterhin kommt sie im Blattwachs von Baccharis linearis vor, sowie in anderen Arten der Gattung Bacharis. Im Pilz Clitozybe rhizophora ist sie ein Intermediat bei der Biosynthese von Diin-Triolen.

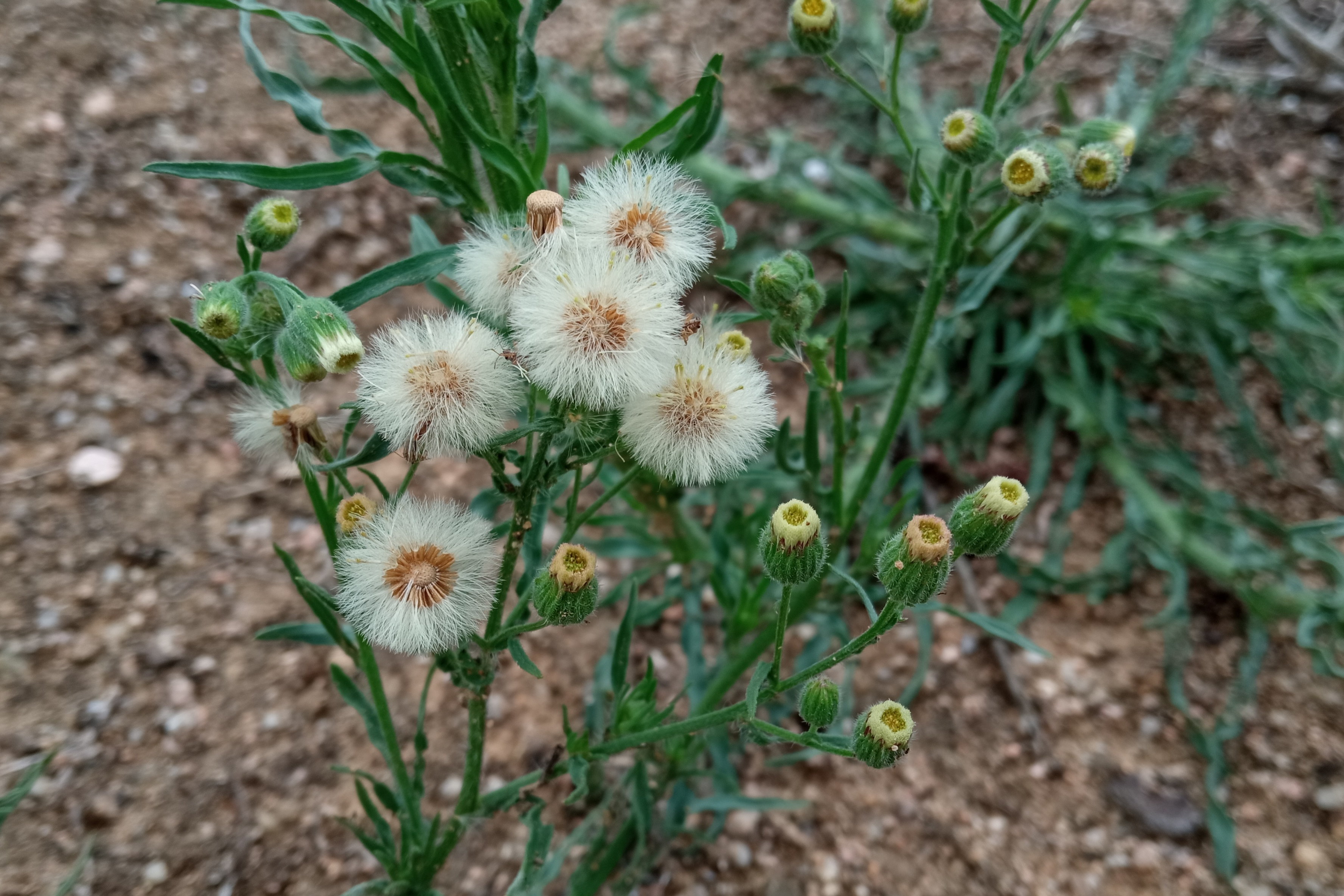
Erigeron bonariensis
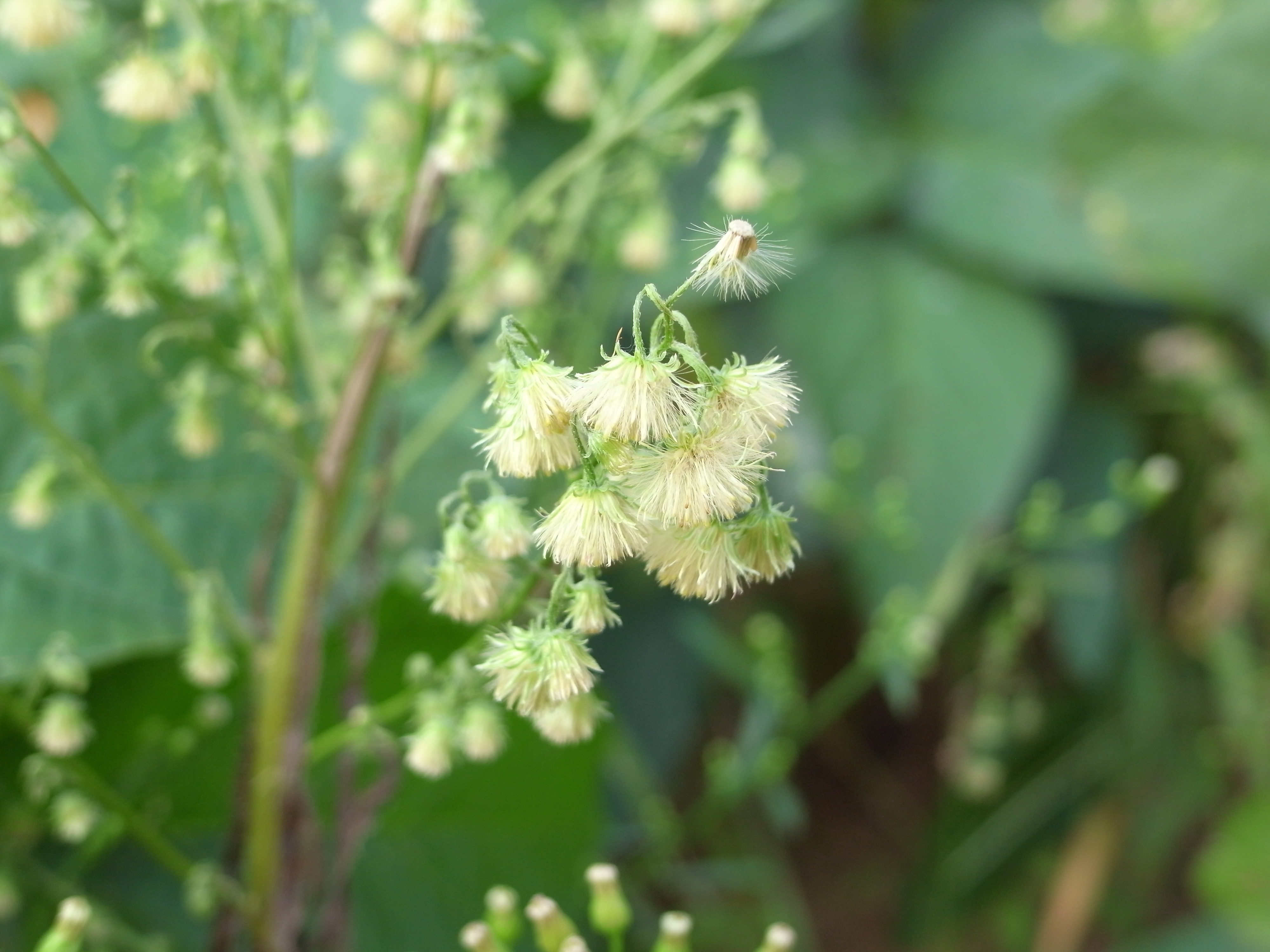
Conyza canadiensis
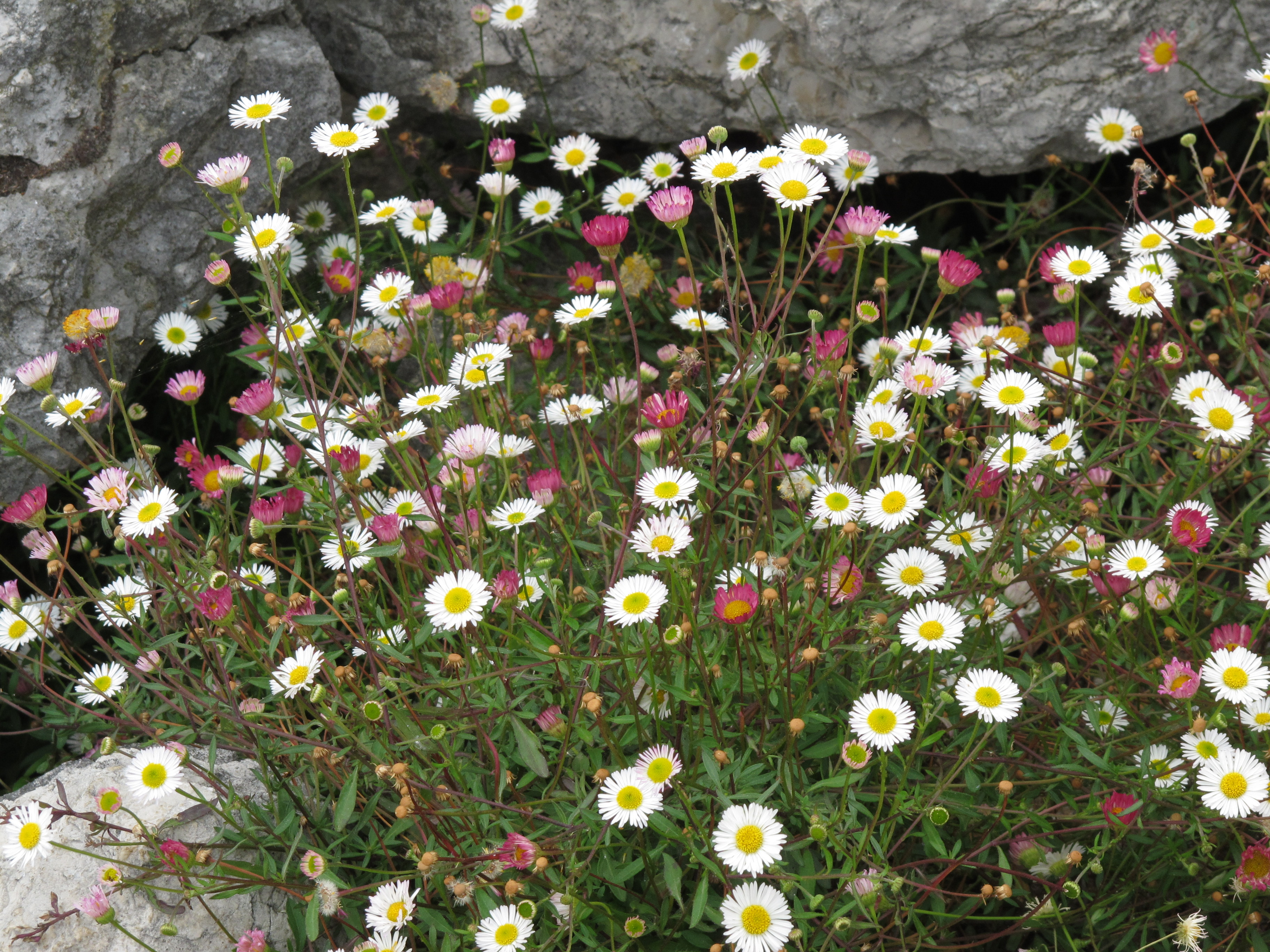
Erigeron karvinskianus
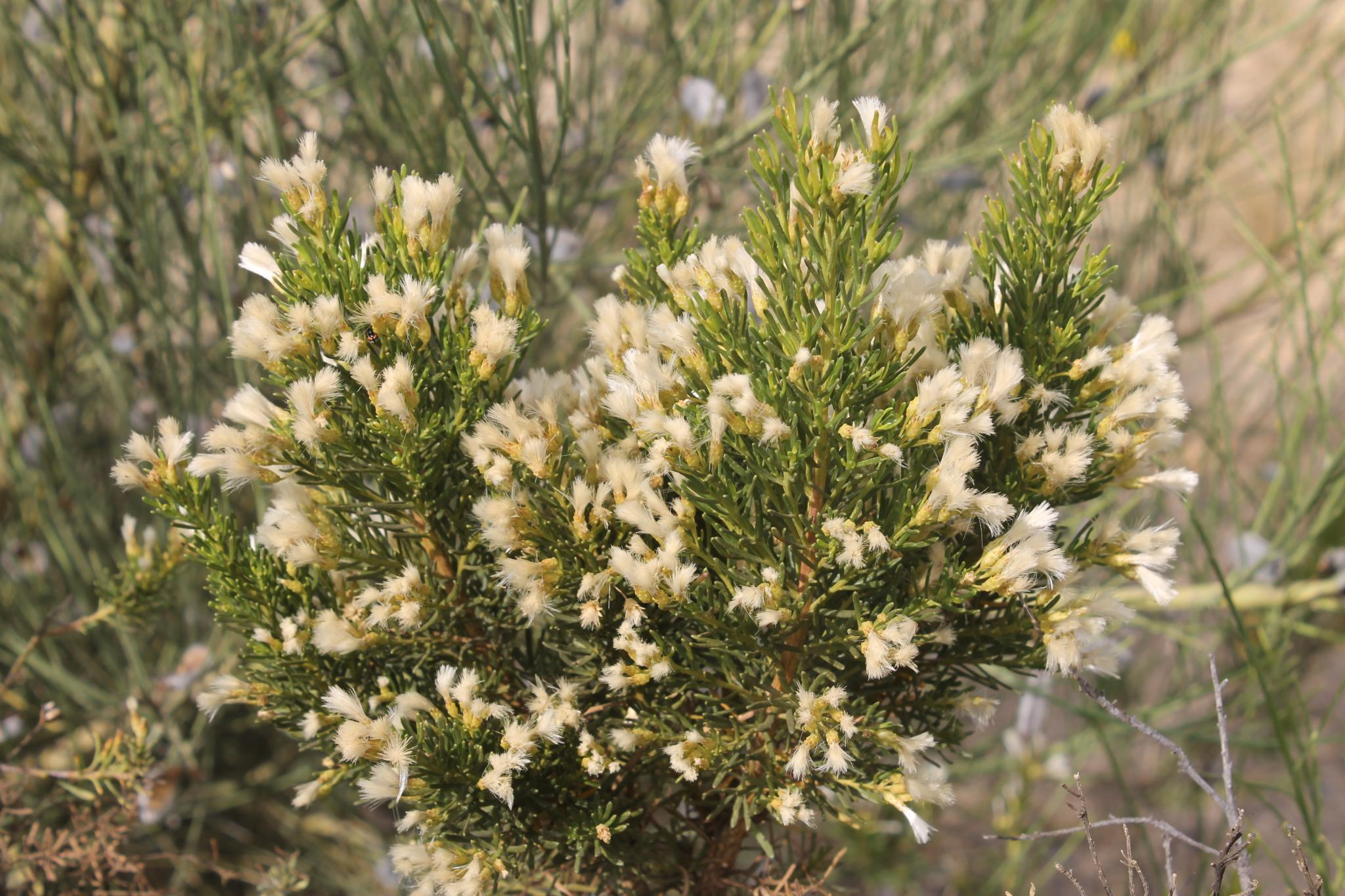
Baccharis linearis

In Gänseblümchen kommt die E-Verbindung vor. In Erigeron mucronatus und Baccharis trinervis kommen beide Isomere vor.

## Synthese
Ausgehend von  (Z)-Pent-2-en-4-in-1-ol kann Lachnophyllsäure synthetisiert werden. Diese kann mit Diazomethan zum Methylester methyliert werden.

## Eigenschaften
Lachnophyllester wirkt cytotoxisch gegen mehrere Krebszelllinien und fungizid gegen verschiedene Pilzarten. Außerdem wirkt er antibakteriell gegen diverse Bakterienarten, unter anderem Escherichia coli, Bacillus cereus, Staphylococcus aureus und Pseudomonas aeruginosa. Lachnophyllester hat zudem eine insektizide Wirkung gegen den Afrikanischen Baumwollwurm (Spodoptera littoralis aus der Familie der Eulenfalter).